# Xitole Sector
Xitole Sector är en sektor i Guinea-Bissau.   Den ligger i regionen Bafatá, i den centrala delen av landet, 100 km öster om huvudstaden Bissau. Antalet invånare är 19 336. Arean är 1 339 kvadratkilometer.
Terrängen i Xitole Sector är platt.